# La Gacilly
La Gacilly (bret. Gazilieg) – gmina we Francji, w regionie Bretania, w departamencie Morbihan. W 2013 roku populacja gminy wynosiła 2260 mieszkańców.
1 stycznia 2017 roku połączono trzy wcześniejsze gminy: La Gacilly, La Chapelle-Gaceline oraz Glénac. Siedzibą nowej gminy została miejscowość La Gacilly, a gmina przyjęła jej nazwę.

## Położenie
Miasteczko leży w dolinie rzeki Aff, 15 km od Redon, 60 km od Vannes i Rennes oraz 97 km od Nantes.

## Gospodarka
W miejscowości swoje fabryki ma koncern Yves Rocher. Ponadto znajduje się tu jego platforma logistyczna. Razem przez tę firmę zatrudnionych jest 1400 osób.

## Turystyka

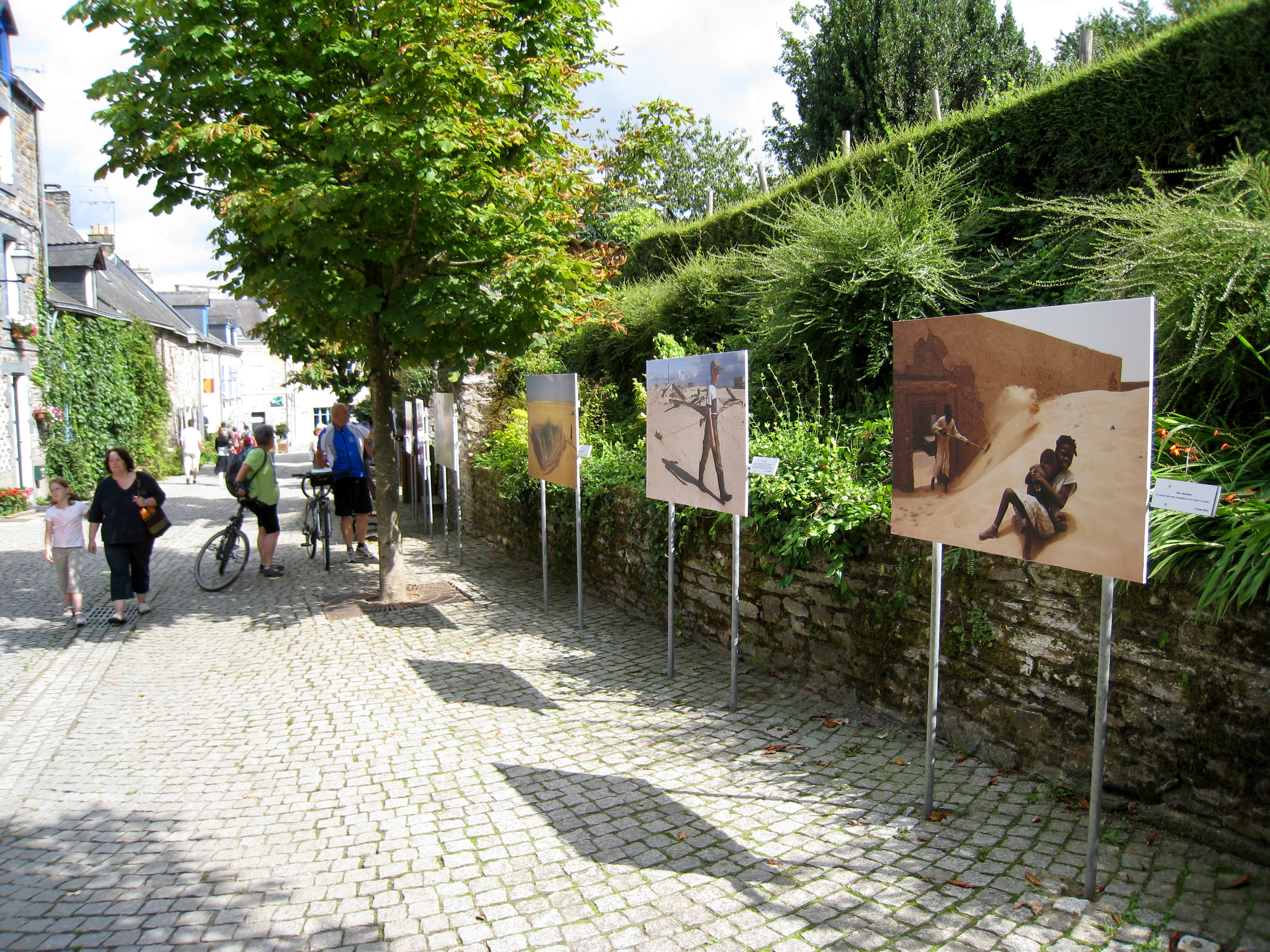
Wystawa plenerowa fotogramów. Lato 2008

Miasteczko odwiedzane jest licznie przez turystów (ok. 240 tys. w 2009). Atrakcjami, poza odrestaurowanym centrum, jest ogród botaniczny przed fabryką Yves Rocher, pola upraw ekologicznych tej firmy, wegetarium. Na rzece Aff niewielka marina dla jachtów motorowych i barek turystycznych. Co roku, w lecie organizowana plenerowa wystawa fotogramów znanych autorów.